# Абердін (аеропорт)
Аеропорт Абердін (англ. Aberdeen International Airport, шотл. гел. Port-adhair Eadar-nàiseanta Obar Dheathain, (IATA: ABZ, ICAO: EGPD)) — міжнародний аеропорт розташований у містечку Дайс за 9,3 км NW від Абердіну, Шотландія.
Аеропорт є головним геліпортом, що обслуговує шотландську офшорну нафтову промисловість.
Аеропорт є хабом для авіаліній:
- Flybe,
- Flybmi
- Loganair

## Термінали
В аеропорту один головний пасажирський термінал, який обслуговує регулярні і чартерні рейси. Крім того, є 3 термінали для вертольотів, вони використовуються Bristow Helicopters, CHC-Scotia і Bond Offshore Helicopters. Є також невеликий термінал, суміжний з головним пасажирським терміналом, Будинок Брумфельда, який використовується по більшій мірі для чартерних рейсів для нафтових компаній до Скаста (Шетландські острови), оператор Flightline.
В аеропорту є стоянка, доступ до інтернету, магазини і кафетерії, дитячий майданчик, пункти прокату автомобілів, банкомати і пункти обміну валют.

## Авіалінії та напрямки

### Пасажирські
| Авіакомпанія          | Пункт призначення |
| --------------------- | --- |
| Aer Lingus Regional   | Дублін |
| airBaltic             | Сезонний: Рига |
| Air France            | Париж-Шарль де Голль |
| BH Air                | Сезонний: Бургас |
| British Airways       | Лондон-Хітроу |
| easyJet               | Лондон-Лутон Сезонний: Женева |
| Flybe                 | Белфаст-Сіті, Бірмінгем, Дарем Долина Тиса, Гамберсайд, Лондон-Сіті, Лондон-Хітроу, Манчестер, Ньюкасл, Норвіч, Саутгемптон, Вік Сезонний: Джерсі, Корнуолл |
| flybmi                | Бристоль, Есб'єрг, Осло-Гардермуен |
| KLM                   | Амстердам |
| Loganair              | Керкволл, Самборо |
| Ryanair               | Аліканте Сезонний: Фару, Малага, Мальта |
| Scandinavian Airlines | Копенгаген, Осло-Гардермуен, Ставангер |
| TUI Airways           | Тенерифе-Південний Сезонний: Корфу, Даламан, Ібіца, Пальма-де-Мальорка, Реус, Родос (з 1 травня 2019)                                                       |
| Widerøe               | Берген, Ставангер |
| Wizz Air              | Гданськ |

### Вантажні
| Авіакомпанія | Пункт призначення                             |
| ------------ | --------------------------------------------- |
| DHL Aviation | Східний Мідландс                              |
| Royal Mail   | Східний Мідландс, Единбург, Керкволл, Самборо |

## Наземний транспорт

### Залізничний
Найближча до аеропорту залізнична станція — Дайс. Проте до неї 3 милі і можна дістатися лише на таксі або пішки.

### Автобуси
- Jet Service №727 курсує 7 днів на тиждень від автовокзалу Абердіну до аеропорту. Рейси здійснюються з 4:30 до 23:30 в будні дні і з 5:30 до 23:00 у вихідні. Ціна квитка в одну сторону — £ 3,20.

- Автобус № 747 курсує через аеропорт між містом Петерхед і Дайсом.

- Автобус № 16 курсує що 10 хвилин щодня до центру Абердіну на Гілд-стріт.

### Автомобільний
Аеропорт знаходиться поруч з шосе A96, яке з'єднує Абердін та Інвернесс.